# آستان مقدس حضرت معصومه
آستان مقدس حضرت معصومه، نهادی است که نظارت بر ساختمان‌ها و موقوفات و تشکیلات اداری حرم فاطمه معصومه را عهده‌دار است. این نهاد در قم قرار دارد. فهرست ساختمان‌های این نهاد عبارتند از:
- حرم: این بنا، شامل ساختمان درونی آرامگاه فاطمه معصومه، مدفن، ضریح و اطراف مرقد است.
- گنبد و گلدسته‌ها
- صحن‌ها و ایوان‌ها: شامل دو صحن عتیق و صحن جدید
- رواق‌ها و گنبدها: شامل ۶ رواق که غالباً دارای گنبدی کوچک هستند.
- مدارس و مساجد: شامل چندین مدرسه و مسجد که در اطراف حرم ساخته شده‌اند. مدرسه فیضیه و دارالشفاء از جمله مدارس حرم محسوب می‌شوند.
- موزه: تأسیس شده در سال ۱۳۱۴ توسط وزارت معارف وقت.
- کتابخانه

## موقوفات و تولیت
موقوفات بسیاری در طول سالیان دراز، وقف آستان مقدس حضرت معصومه شده‌است. این موقوفات شامل املاک و مستغلات می‌شده‌است. نظارت بر این موقوفات بسیار، مستلزم تعیین متصدی برای موقوفات بوده‌است. همین امر سبب شد تا وکیلانی بر این موقوفات وضع گردند. قدیمی‌ترین سند که بر متولی این آستان اشاره دارد، روایتی از حسن بن محمد قمی است که از احمد بن اسحاق اشعری به عنوان وکیل وقف قم یاد کرده‌است. احمد بن اسحاق قمی، از جانب حسن عسکری به این منصب منصوب شده‌است. تولیت کنونی آستان مقدس حضرت معصومه،  سید محمد سعیدی است که به حکم سید علی خامنه‌ای منصوب شده است.

## کتابخانه
تاریخ دقیقی از تأسیس کتابخانه حرم در دسترس نیست، اما قدمتش تا نیمه دوم قرن سوم ه‍.ق امتداد داشته‌است. تأسیس کتابخانه به شکل کنونی آن مربوط به سال ۱۳۴۱ ه‍.ش است که توسط تولیت وقت، ابوالفضل تولیت صورت گرفته‌است. وی در هنگام تأسیس کتابخانه آستان، ۱۵۰۰ کتاب از کتابخانه شخصی خود را که خطی یا چاپی بودند به کتابخانه آستان تقدیم می‌کند. این کتابخانه در طبقه دوم ساختمان حرم واقع بود که بعد از انقلاب در سال ۱۳۷۰ ساختمانی مجزا برای کتابخانه در خارج از حرم ساخته شد و کتابخانه در سال ۱۳۹۰ به آنجا منتقل شد. در سال ۱۳۹۸، بیش از ۱۷۰ هزار جلد کتاب در کتابخانه آستان قدس نگاهداری می‌شد. کتابخانه در وضع کنونی در دو بخش مجزا برای خواهران و برادران فعالیت می‌کند و از ساعت ۸ صبح تا ۸ شب دایر است. در این کتابخانه، بیش از ۲۰۰۰ نسخه خطی و ۳۰۰۰ کتاب سربی و ۸۳۸ عنوان کتاب نفیس و کمیاب، ۵۱ نقشه و ۷۳ پوستر به زبان‌های گوناگون را در خود جای داده‌است.